# Entier surnaturel

Diagramme de Hasse du réseau des entiers surnaturels ; les nombres premiers autres que 2 et 3 ont été omis.

En mathématiques, les entiers surnaturels, parfois appelés entiers généralisés or nombres de Steinitz, sont une généralisation des entiers naturels, introduite par Ernst Steinitz:249-251 en 1910 dans le cadre de son travail sur la théorie des corps.

## Définitions
Un entier surnaturel {\displaystyle \omega } est un produit formel {\displaystyle \omega =\prod _{p}p^{n_{p}},} où {\displaystyle p} parcourt l'ensemble de tous les nombres premiers, et où chaque {\displaystyle n_{p}} est un entier naturel (éventuellement 0) ou le symbole {\displaystyle \infty }. On note parfois {\displaystyle v_{p}(\omega )} au lieu de {\displaystyle n_{p}}. Si  {\displaystyle n_{p}\neq \infty } pour tout {\displaystyle p} et qu'il n'y a qu'un nombre fini de {\displaystyle n_{p}} non nuls, on retrouve les entiers positifs usuels. Par définition (en accord avec les formules de calcul données ci-dessous), on pose {\displaystyle 0=\prod _{p}p^{\infty }.}
Il ne semble pas possible de définir une addition sur les nombres surnaturels, mais on peut les multiplier par la formule {\displaystyle \prod _{p}p^{n_{p}}\cdot \prod _{p}p^{m_{p}}=\prod _{p}p^{n_{p}+m_{p}}} (avec {\displaystyle n_{p}+\infty =\infty }). De même, la notion de divisibilité s'étend aux surnaturels en posant {\displaystyle \omega _{1}\mid \omega _{2}} si {\displaystyle v_{p}(\omega _{1})\leq v_{p}(\omega _{2})} pour tout {\displaystyle p}. On peut définir de même le plus grand commun diviseur et le plus petit commun multiple en posant{\displaystyle \displaystyle \operatorname {ppcm} (\{\omega _{i}\})\displaystyle =\prod _{p}p^{\sup(v_{p}(\omega _{i}))}} et {\displaystyle \displaystyle \operatorname {\rm {pgcd}} (\{\omega _{i}\})\displaystyle =\prod _{p}p^{\operatorname {inf} (v_{p}(\omega _{i}))}}. Avec ces définitions, le pgcd ou le ppcm d'une famille infinie de supernaturels est encore un supernaturel. Enfin, la valuation {\displaystyle p}-adique se prolonge aux supernaturels en posant  {\displaystyle v_{p}(\omega )=n_{p}} .

## Applications
Les nombres supernaturels permettent de définir des ordres et des indices pour les sous-groupes des groupes profinis,  et de démontrer que beaucoup de théorèmes pour les groupes finis s'appliquent encore. Ils permettent également d'encoder les extensions algébriques des corps finis. Ils interviennent aussi dans la classification des algèbres uniformément hyperfinies (en).